# パノラマカー
パノラマカー（Panorama Car）とは、名古屋鉄道（名鉄）が保有する展望席付き電車の愛称（一部車両を除く）。
単に「パノラマ」とも称する場合がある。
なお、「パノラマカー」「パノラマDX」「パノラマスーパー」「パノラマカード」は同社の登録商標となっている。

## 概要

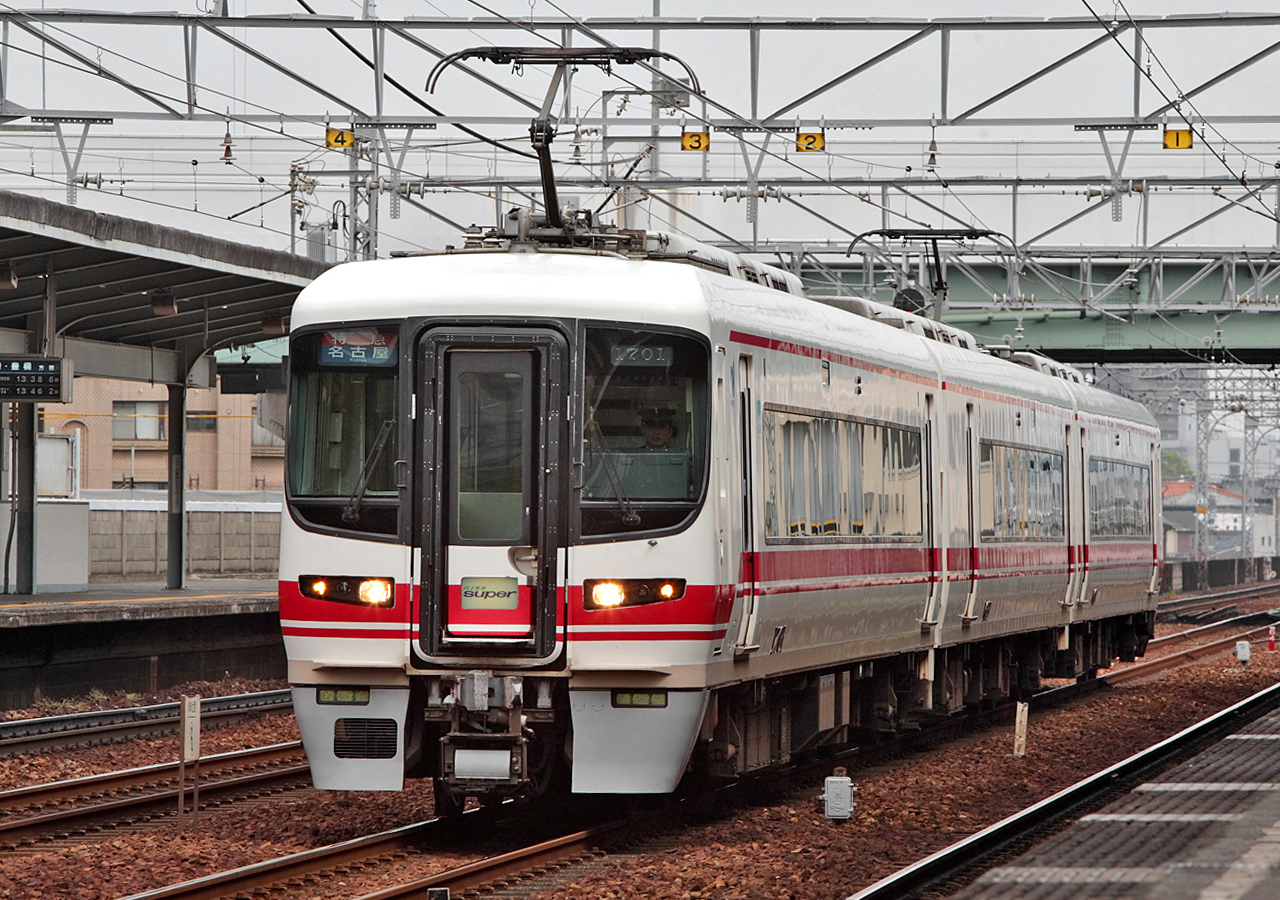
1600系「パノラマSuper」

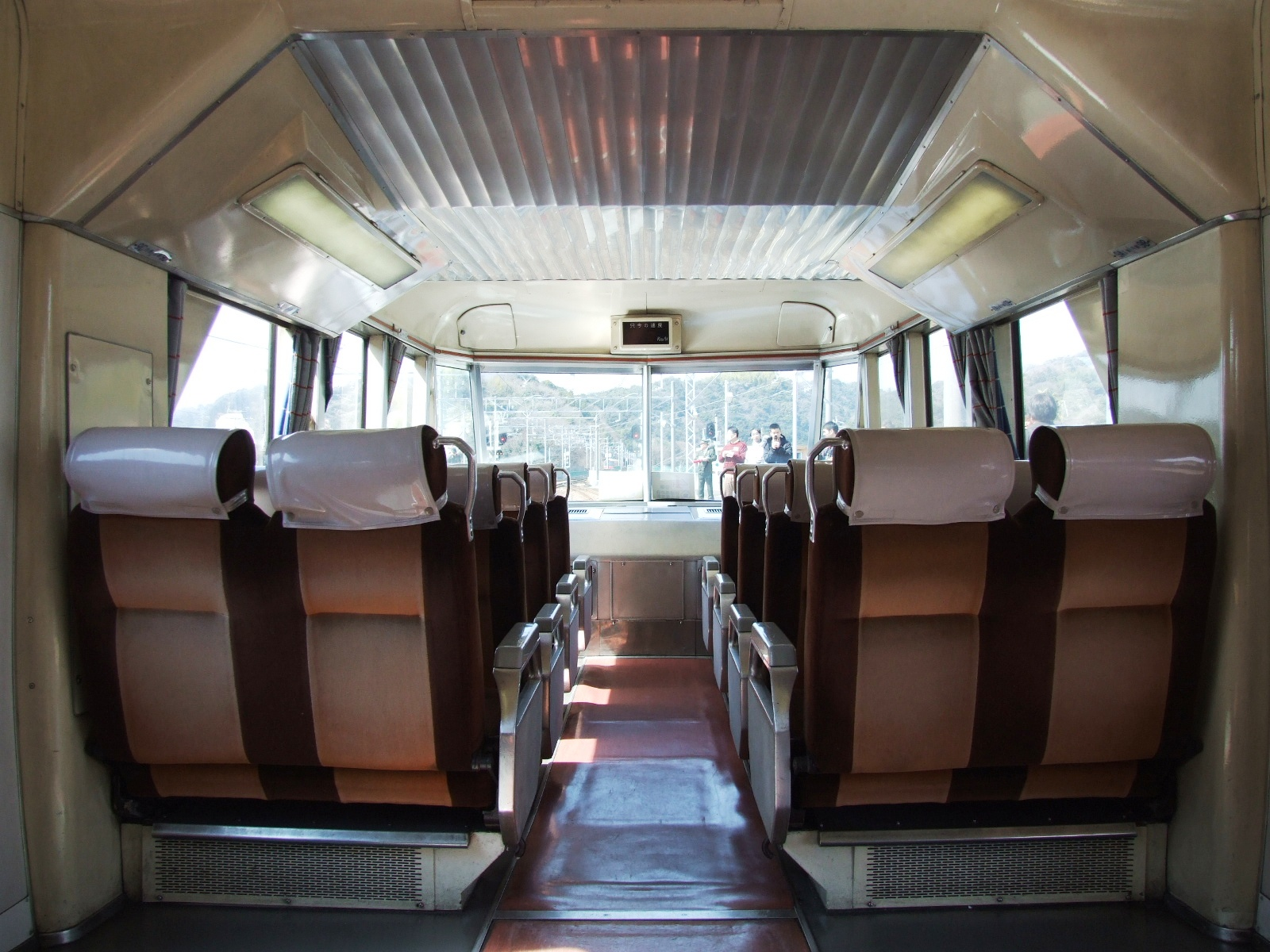
パノラマカーの展望席

元来の「パノラマカー」は、運転室を2階に移動し、列車最前部まで客席（展望席）とした7000系および7500系の2形式を指す。
7000系および7500系が人気を得たことで、「パノラマ」という語は名鉄が発行する商品名に多用され（「パノラマパック」「SFパノラマカード」など）、さらにはテレビ番組『旅はパノラマ』にも起用されるなど、名鉄を代表するブランドともなっている。
また、後継として登場した8800系「パノラマDX」、ならびに1000系および1600系「パノラマSuper」などの特急車の愛称にも引き継がれており、これらの各系列を含めて広義の「パノラマカー」とする分類もある。
一方で、2004年に中部国際空港へのアクセス特急用として製造された2000系は、空港直結の輸送形態を特に強調する車両デザインとし、愛称も一般公募により命名された「ミュースカイ」となっている。青色を使用した塗装や展望席が設置されていない点など、従来の「パノラマカー」とは一線を画すコンセプトで製造された。

## 語源
「パノラマカー」は、1961年に登場した7000系をはじめとする車両の愛称として使用されているが、当初は名鉄の公式な呼称・愛称としては存在していなかった。7000系の導入計画に携わった白井昭が『鉄道ピクトリアル』誌上において製造中の7000系について「パノラマ展望車」と称した紹介記事を執筆したことを元に地元マスメディアなどがこれを「パノラマ・カー」と呼称し始め、瞬く間に地元民や鉄道ファンの間に広まったとされている。
程なくして、名鉄社内でも7000系（7500系）の愛称として半ば公然と使用されるようになり、2000年代においては「7000系（7500系）」=「パノラマカー」は社内外ともに深く浸透し、後年に登場した特急車の「パノラマDX」や「パノラマSuper」では公式の愛称として採用されている。

## 定義

### 狭義のパノラマカー

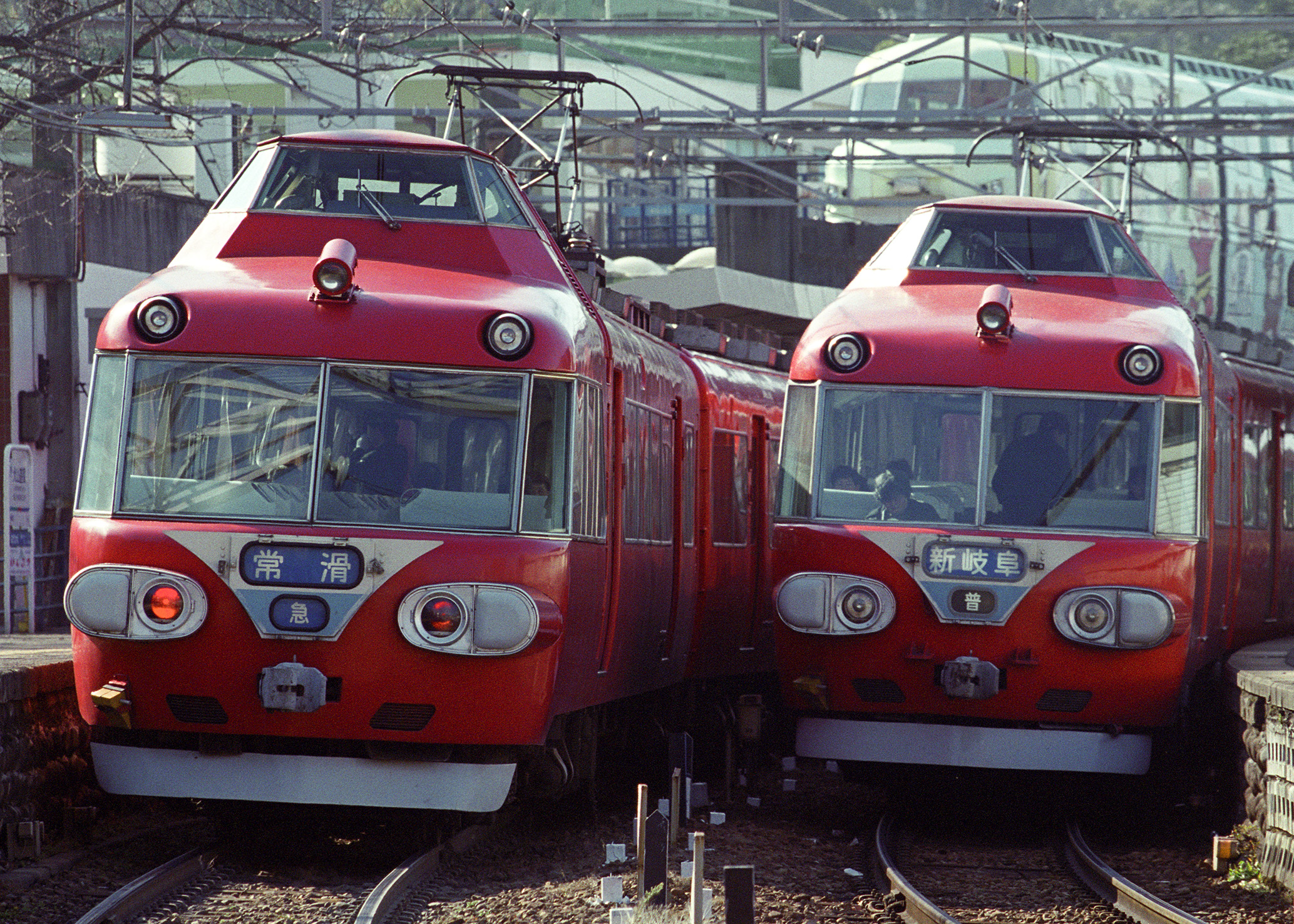
7500系（左）と7000系（右）
（2001年、犬山遊園駅にて撮影）

運転室を2階に移動して列車最前部まで客席とした7000系と、その改良形として登場した7500系がこれに該当する。それ以外の車両（編成）は厳密には「パノラマカー」の範疇に入らない。
- 7000系
  - 日本国内で初めて運転室を2階に設け、前頭部1階部分の全面を展望室構造とした鉄道車両。2008年12月26日に定期営業列車の運用から引退、2009年8月30日引退。
- 7500系
  - 7000系の改良車。定速度制御や低重心設計が特徴。2005年8月7日引退。

### 一般的なパノラマカー
7000系と同様に車体側面に連続窓を有する2扉クロスシート車であり、先頭車にはミュージックホーンを備えた車両番号7000番台の車両が該当する。
2000年代では、7000番台の車両を「パノラマカー」と総称する呼び方が一般的となっているが、7700系の登場時には展望席がない構造から「セミパノラマカー」と呼ばれていた。また、7100系には登場時からミュージックホーンの装備はないが、7000系の中間車2両を先頭車（貫通型運転台付き）へ改造した経緯から、これも含むのが一般的である。
7300系は旧型（AL）車の走行機器を流用したことから「似非パノラマカー」と呼ばれ、登場時はAL（更新）車の系列に分類されていたが、他のAL車の退役が進むにつれて徐々に「パノラマカー」の範疇とする考え方が一般的になっていった。
- 7100系
  - 展望席、ミュージックホーンなし。7000系中間車の7050形7100番台を通常運転台付きに改造。後に三河線でのワンマン運転に用いられた。2009年11月29日引退。
- 7300系
  - 展望席なし。吊り掛け駆動方式の車体更新車。1992年にミュージックホーンを撤去。1997年に豊橋鉄道へ譲渡後、2002年に全車廃車。
- 7700系
  - 展望席なし。7000系の入線が困難な支線への直通特急用として登場。後に一部指定席特急の指定席車や7100系とともに三河線でのワンマン運転にも用いられた。2010年3月21日引退。[2]

なお、この条件には特急「北アルプス」に使用されていたキハ8000系気動車もほぼ該当する。特殊用途に限定された気動車のため、外観や塗色など7000系との相違点も多数あるが、連続固定窓やミュージックホーンの搭載などその設計には「パノラマカー」と同じ思想が色濃く反映されていることから、これも含められるとの意見が多い。
- キハ8000系
  - 日本国有鉄道（国鉄）高山本線直通用気動車、展望席なし。1991年に廃車。

### 広義のパノラマカー
7000系列の代名詞となっていたパノラマカーの愛称であったが、次世代の特急車を模索するために設計された8800系「パノラマDX」やその成果を活かして7000系に代わる名鉄の「顔」として設計された1000系・1600系「パノラマSuper」がある。また、後の営業施策が変更されて登場した「併結特急」用の1200系・1800系（7500系の足回りを流用した1030系・1230系・1850系を含む）も同様の思想・用途として登場した経緯から含まれている。このうち、8800系・1000系（1030系）はハイデッカー構造の前面展望室を備え、7000系以来のミュージックホーン、制約の厳しい車体構造（空間）の中でも最大限の開口面積を確保した側面窓を有した車両である。
なお、前項のキハ8000系の後継車として製造されたキハ8500系は1000系と同様の広い側面窓を装備していたが、名鉄特急の象徴であるミュージックホーンを装備していない点や、高山本線で併結運用していた東海旅客鉄道（JR東海）キハ85系との共通設計を多用していた点から、広義の「パノラマカー」との認識が得られず、2001年に引退し、会津鉄道へ譲渡後、後継車両の導入に伴い2010年に廃車された。
パノラマDX
- 8800系
  - 7000系の走行機器を流用、日本国内初の2階客室式前面展望室電車。2005年1月28日引退。

パノラマsuper
- 1000系
  - 1030系を含む。2階客室式前面展望室。全車特別車編成は2008年12月26日引退。
- 1200系
  - 1230系を含む。展望席なし、3扉一般車。
- 1600系
  - 展望席なし、連続窓。2008年の退役後1700系に改造。

特急増結用車
- 1800系
  - 1850系を含む。展望席、ミュージックホーンなし、3扉一般車。

## 現状と将来

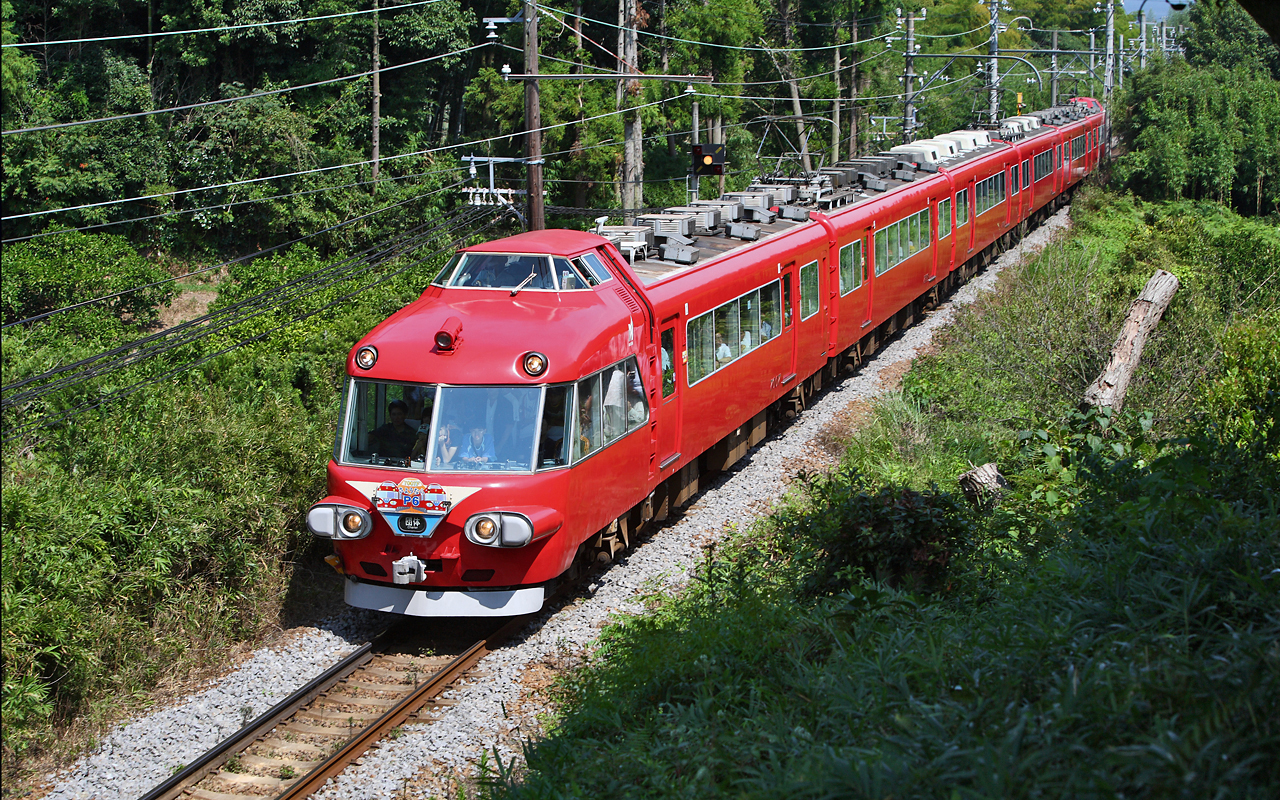
7000系「パノラマカー」6両組成（P6）7007Fによるさよなら運転
（2008年9月14日、河和口 - 河和間にて撮影）
この編成の両端4両は第5回「ブルーリボン賞」受賞記念の祝賀列車に用いられている。

7000系（7700系・7100系）の特急運用は1999年をもって消滅した。ただ、特急運用離脱後も特急形車両が故障などの際に「全車一般車」の特急として代用された例はあるが、2008年6月29日のダイヤ改正までに7000系の大半と1600系の全車が運用を離脱した。
7000系「パノラマカー」は、老朽化を主として、新型車両への置き換えなどに伴い、2008年12月27日のダイヤ改正時に狭義のパノラマカーは定期営業列車での運用を終了した。最後まで残った3本（7011F・7041F・7043F）のうち7041Fと7043Fはその日で運用を離脱、7011Fはその後イベント列車専用となり、翌2009年8月30日のラストランですべての運用を離脱、これをもって狭義のパノラマカーは完全引退した。
その後7100系は2009年11月29日、7700系も翌2010年3月21日のラストランでそれぞれすべての運用を離脱、7000番台の車両、系統板を常時使用する車両、ミュージックホーン付きの一般車両、片開き2扉を持つ車両は名鉄から消滅した。
1200系は特急運用を主体としているが、その間合いとして急行や普通などの運用にも充当されている（その場合、特別車は閉鎖される。）。また、1800系はラッシュ時に特急の増結車として使用、閑散時には主として単独で普通列車等に運用される。
2006年9月29日に名鉄が発表した「2000系ミュースカイ以外の快速特急・特急は『一部特別車』に統一する」とした特急政策の見直しにより、1000系のうち「全車特別車」編成である4両編成15本も2008年12月27日のダイヤ改正までに定期運用から離脱した。1600系については同日から運用される「一部特別車」編成への改造のため、余剰となる先頭制御付随車（ク1600形）4両が廃車された。これにより、前者は車体以外を2代目5000系に再使用された（トップナンバーの1001Fを除く）他、後者は形式称号を1700系へ改めて「特別車」に充てられ、2300系（一般車）を新造して改編された。
このような現状から、2015年現在、パノラマSuperなど含めパノラマカーと呼ばれる車両に相当している車両は、1200系と、増結車両である1800系のみとなっている。
2015年には、1000 - 1200系3編成のリニューアル工事が行われる一方、2200系の増備により、1230系の一部が廃車されている。その後1000 - 1200系および1800系のリニューアルは完了し、1230系と1850系は全廃となった。
2019年には5300系と5700系の全廃に伴い、名鉄から2扉一般車両が淘汰された。
2020年から2021年にかけては1700系が2200系特別車の新造差し替えに伴い運用から離脱し全廃となっている。
2021年3月からは1200系を使用した急行において平日1本（新鵜沼発河和行き）のみ特別車を有料で開放するようになった。2023年3月にはこのような特別車の有料開放を行う1200系の急行がもう1本（名鉄岐阜発豊橋行き）増えている。

## 他事業者の前面展望車両
名古屋市内在住の交通ライター徳田耕一は著書の中で、1942年に汽車製造によって製造された西鉄500形を、日本初の前面展望式高速電車であると紹介している。ただし当該車両は、前面の左半室に通常の1階運転台、通路を挟んで右半室に二人掛けクロスシートを配した構造。
2階運転台の前面展望式高速電車としては、1952年に完成したイタリア国鉄のセッテベッロが世界初。1955年に名鉄副社長となった土川元夫はヨーロッパ視察の際、セッテベッロに感銘し、帰国後車両部に写真や資料を渡したと伝えられる。
1963年に登場した小田急電鉄ロマンスカー・3100形「NSE」（1999年退役）も「パノラマカー」同様の2階式運転台となっている。小田急では独自に「前面展望」を模索して登場した車両としているが、7000系と同じ日本車輌製造が製造していることから、構造設計や車体製作上のノウハウなど「パノラマカー」の影響を少なからず受けたものとされる。その後に登場した7000形「LSE」・10000形「HiSE」・50000形「VSE」・70000形「GSE」も、2階式運転台を採用している。
また、日本国有鉄道（国鉄）及び後継会社法人としてのJR各社が改造・新規製造したいわゆるジョイフルトレインでは類似する車両として以下の車両が存在した。
- 1987年
  - 国鉄が165系100番台を改造した「パノラマエクスプレスアルプス」[4]。この車両と「パノラマカー」とは直接的な関係はないが、そのネーミングからも分かるように7000系の設計思想を参考にして改造されたものである。
- 1988年
  - 九州旅客鉄道（JR九州）キハ183系1000番台[5]は気動車でありながら「パノラマエクスプレスアルプス」とほぼ同様の形状で登場した。
- 1989年
  - 北海道旅客鉄道（JR北海道）キハ183系5100番台「クリスタルエクスプレス トマム & サホロ」も、「パノラマエクスプレスアルプス」やキハ183系1000番台とほぼ同様の形状で登場した。
- 1990年
  - 東日本旅客鉄道（JR東日本）サロ189形を改造した485系「シルフィード」[6]。

## その他
中京競馬場で開催される特別競走に名鉄が冠スポンサーとなっている「名鉄杯」があり、このレースの前にはミュージックホーンをアレンジしたファンファーレが名古屋鉄道ブラスバンド部（通称「名鉄ブラス」）によって生演奏される。また敷地内には7000系の先頭車2両と中間車1両が静態保存されており、休憩室・喫茶室として利用可能である。また時折運転室も公開される。
2007年8月に常滑競艇場で実施された一般戦「名鉄杯争奪2007納涼お盆レース」の初日のドリーム戦（10日）および優勝戦（15日）のファンファーレには、1000系の音色のミュージックホーンが使用された。
インターネットドメイン「panoramacar.jp」「panoramasuper.jp」は、名鉄が登録している。
7500系の後継として前面展望窓を上部まで拡張した「パノラマドームカー」が構想されたが、実現には至らなかった。名鉄資料館で模型を見ることはできる。
前述の通り、パノラマカーは名鉄の登録商標だが、2004年8月に商標登録出願したところ翌2005年4月に一度拒絶査定、不服審判の末2007年5月18日付でやっと登録された。